# Panoramiczny happening morski
Panoramiczny happening morski – happening autorstwa Tadeusza Kantora wykonany 23 sierpnia 1967 roku w Łazach k. Koszalina przy okazji cyklicznych plenerów osieckich. Akcja składała się z czterech części, a zaangażowani w nią byli zarówno uczestnicy pleneru jak i turyści będący w tym czasie na plaży. Odpowiedzią na rozbudowaną formę happeningu była akcja performatywna Włodzimierza Borowskiego pt. Zdjęcie kapelusza wykonana w czasie trwania tego samego pleneru.

## Opis akcji
W Panoramicznym Happeningu Morskim brali udział wszyscy uczestnicy pleneru, zarówno jako wykonawcy oraz jako widownia reżyserowanego wydarzenia przez Tadeusza Kantora, który przez większość czasu biegał z tubą wydając polecenia.
1. Koncert Morski[1] – Edward Krasiński jako dyrygent we fraku na schodach ustawionych w morzu, przodem zwrócony do fal a tyłem do widowni, dyrygował morzu. W koncert włączył się planowo warkot silnika przejeżdżającego traktora i hałas przejeżdżających między publicznością motocykli oraz gwizd syreny ratowniczej. Dyrygent obróciwszy się ku audytorium z wielkiego wiadra zaczął obrzucać słuchaczy rybami, metodycznie, potem z rosnącą furią. Na koniec zdjął frak i trzymając za końce rękawów z połami opadającymi w dół zasłonił się i tak pozostał.
2. Tratwa Meduzy[1] – wyreżyserowane przy pomocy grupy uczestników pleneru (w tym Jerzego Beresia), ułożenie żywego obrazu według Tratwy Meduzy Géricault.
3. Kultura Agrarna na piasku[1] – sadzenie gazet na piasku.
4. Barbujaż erotyczny[1] – polegał na wcieraniu w siebie przez kilka dziewcząt (studentki z obozu ZSP) masy podobnej do soku pomidorowego.

## Dokumentacja fotograficzna
W 2001 wielkoformatowe wydruki oraz serie zdjęć autorstwa fotografików Eustachego Kossakowskiego oraz Józefa Piątkowskiego z „Panoramicznego happeningu morskiego” znalazły się na wystawie Centrum Sztuki Współczesnej Zamek Ujazdowski w Warszawie w dniach 7 kwietnia – 3 czerwca 2001.
W dniach 5–6 grudnia 2008 Ośrodek Dokumentacji Sztuki Tadeusza Kantora „Cricoteka” w Krakowie zorganizował wystawę zdjęć pt. „Panoramiczny Happening Morski. Nieznane fotografie Wacława Janickiego i Józefa Piątkowskiego”.
W 2007 roku w ramach zainicjowanego przez Ryszarda Ziarkiewicza cyklu Kocham Koszalin na elewacji budynku Muzeum w Koszalinie zawieszono billboard z fotografią przedstawiającą fragment Panoramicznego happeningu morskiego z komentarzem: Kocham ten styl życia.